# Tmesisternus lepidus
Tmesisternus lepidus là một loài bọ cánh cứng trong họ Cerambycidae.